# Taiwan Open 2017
Taiwan Open 2017 byl tenisový turnaj pořádaný jako součást ženského okruhu WTA Tour, který se hrál na dvorcích s tvrdým povrchem PlayFlex by PlayIT v Tenisovém centru Jang-ming. Probíhal mezi 30. lednem až 5. únorem 2017 v tchajwanském Tchaj-peji jako druhý ročník události.
Turnaj s rozpočtem 250 000 dolarů patřil do kategorie WTA International Tournaments. Nejvýše nasazenou hráčkou ve dvouhře se stala třináctá tenistka světa Elina Svitolinová z Ukrajiny. Jako poslední přímá účastnice do dvouhry nastoupila 126. čínská hráčka žebříčku Ču Lin.
Vítězkou dvouhry se stala 22letá ukrajinská tenistka Elina Svitolinová, která tak na okruhu WTA Tour získala pátý singlový titul. V deblové soutěži obhájil titul sesterský pár složený z domácích Čan Chao-čching a Čan Jung-žan, jenž získaly devátou společnou trofej.

## Distribuce bodů a finančních odměn

### Distribuce bodů
| Soutěž  | vítězky | finalistky | semifinalistky | čtvrtfinalistky | 16 v kole | 32 v kole | Q  | Q3 | Q2 | Q1 |
| ------- | ------- | ---------- | -------------- | --------------- | --------- | --------- | -- | -- | -- | -- |
| dvouhra | 280     | 180        | 110            | 60              | 30        | 1         | 18 | 14 | 10 | 1  |
| čtyřhra | 280     | 180        | 110            | 60              | 1         | —         | —  | —  | —  | —  |

### Finanční odměny
| dvouhra                               | $43 000 | $21 400 | $11 500 | $6 175 | $3 400 | $2 100 | $1 020 | $600 |
| čtyřhra                               | $12 300 | $6 400  | $3 435  | $1 820 | $960   | —      | —      | —    |
| částky ve čtyřhře jsou uváděny na pár |         |         |         |        |        |        |        |      |

## Ženská dvouhra

### Nasazení
| Stát                           | Hráčka                 | WTA | Nasazení |
| ------------------------------ | ---------------------- | --- | -------- |
| Ukrajina                       | Elina Svitolinová      | 13. | 1.       |
| Austrálie                      | Samantha Stosurová     | 21. | 2.       |
| Francie                        | Caroline Garciaová     | 24. | 3.       |
| Lotyšsko                       | Anastasija Sevastovová | 33. | 4.       |
| Česko                          | Kateřina Siniaková     | 37. | 5.       |
| Japonsko                       | Misaki Doiová          | 41. | 6.       |
| USA                            | Shelby Rogersová       | 52. | 7.       |
| Srbsko                         | Jelena Jankovićová     | 54. | 8.       |
| Žebříček WTA ke 16. lednu 2017 |                        |     |          |

### Jiné formy účasti
Následující hráčky obdržely divokou kartu do hlavní soutěže:
- Lee Ya-hsuan
- Lucie Šafářová
- Samantha Stosurová[6]

Následující hráčky si zajistily postup do hlavní soutěže v kvalifikaci:
- Marina Erakovicová
- Lucie Hradecká
- Ons Džabúrová
- Dalila Jakupovićová
- Miju Katová
- Aleksandra Krunićová

### Odhlášení
před zahájením turnaje
- Catherine Bellisová → nahradila ji Risa Ozakiová
- Kristína Kučová → nahradila ji Mandy Minellaová
- Sabine Lisická → nahradila ji Jana Čepelová
- Christina McHaleová → nahradila ji Magda Linetteová
- Pauline Parmentierová → nahradila ji Francesca Schiavoneová
- Alison Riskeová → nahradila ji Nao Hibinová

### Skrečování
- Sorana Cîrsteaová (poranění levého zápěstí)[1]

## Ženská čtyřhra

### Nasazení
| Stát                                                                      | Hráčka              | Stát             | Hráčka               | WTA  | Nasazení |
| ------------------------------------------------------------------------- | ------------------- | ---------------- | -------------------- | ---- | -------- |
| Čínská Tchaj-pej                                                          | Čan Chao-čching     | Čínská Tchaj-pej | Čan Jung-žan         | 26.  | 1.       |
| Česko                                                                     | Lucie Hradecká      | Česko            | Kateřina Siniaková   | 45.  | 2.       |
| Gruzie                                                                    | Oxana Kalašnikovová | Srbsko           | Aleksandra Krunićová | 100. | 3.       |
| Japonsko                                                                  | Eri Hozumiová       | Japonsko         | Miju Katová          | 105. | 4.       |
| Žebříček WTA k 16. lednu 2017; číslo je součtem umístění obou členek páru |                     |                  |                      |      |          |

### Jiné formy účasti
Následující páry získaly do soutěže divokou kartu:
- Hsieh Shu-ying /  Hsu Ching-wen
- Lee Ya-hsuan /  Peangtarn Plipuečová

## Přehled finále

### Ženská dvouhra
- Elina Svitolinová vs.  Pcheng Šuaj, 6–3, 6–2

### Ženská čtyřhra
- Čan Chao-čching /  Čan Jung-žan vs.  Lucie Hradecká /  Kateřina Siniaková, 6–4, 6–2